# Quercus jolonensis
Quercus jolonensis är en bokväxtart som beskrevs av Charles Sprague Sargent. Quercus jolonensis ingår i släktet ekar, och familjen bokväxter.
Artens utbredningsområde är Kalifornien. Inga underarter finns listade.